# Lac Manouanis
Le lac Manouanis est un plan d'eau douce du bassin versant de la rivière Betsiamites, situé sur la rive Nord-Ouest du fleuve Saint-Laurent, dans le territoire non organisé de Mont-Valin, dans la municipalité régionale de comté (MRC) du Fjord-du-Saguenay, dans la région administrative de la Saguenay–Lac-Saint-Jean, dans la province de Québec, au Canada.
La foresterie constitue la principale activité économique du secteur ; les activités récréotouristiques sont accessoires compte tenu de l’éloignement géographique et du manque de routes d’accès,.
La surface du lac Manouanis est habituellement gelée de la mi-novembre à la mi-avril, toutefois la circulation sécuritaire sur la glace se fait généralement du début de décembre à la fin de mars.

## Géographie
Les principaux bassins versants voisins du lac Manouanis sont :
- côté Nord : rivière Manouanis, lac à la Croix, rivière aux Blueuts, rivière Falconio, rivière aux Outardes ;
- côté Est : lac Perdu, rivière aux Pékans, rivière Auriac, rivière Écho, rivière Canton, rivière à l’Argent, rivière du Grand Brûlé ;
- côté Sud : lac Opitoune, lac Double, lac des Prairies, rivière Manouane, Petite rivière Manouane, rivière Betsiamites ;
- côté Ouest : lac Double, rivière des Montagnes Blanches, rivière Falconio, lac Manouane, rivière Bonnard, rivière Modeste, Petite rivière aux Perdrix Blanches[1].

Ce lac est situé à la limite Ouest du bassin versant de la rivière Betsiamites. La partie Nord-Ouest de ce lac est entouré de quelques zones de marais. Ce lac reçoit au fond d’une baie de la rive Nord la rivière Manouanis. Ce lac comporte une longueur de 21,5 km, une largeur maximale de 4,8 km et une altitude de 560 m. Une bande de terre variant entre 1,9 km et 4,6 km sépare le lac Double et le lac Manouanis, lesquels sont en parallèle l’un de l’autre. Un sommet de montagnes culmine du côté Est du lac à 695,5 m et du côté Ouest à 603,9 m.
Le lac Manouanis a une forme d’un clou à grosse tête. Formé sur la longueur, ce lac comporte une zone plus large dans sa partie Nord. « Le Camp-Indien » est localisé à 2,9 km à l’Est de sa partie Sud, soit sur la rive Nord-Ouest du lac Perdu.
L’embouchure du lac Manouanis est localisée sur la rive Sud-Est, soit à :
- une centaine de mètres de la deuxième décharge du lac Perdu ;
- 5,9 km à l’Est du lac Double (versant de la rivière Péribonka) ;
- 16,3 km au Nord-Est du principal émissaire du lac Manouane ;
- 20,7 km à l’Est de l’embouchure de la rivière des Montagnes Blanches ;
- 50,8 km au Nord-Est du deuxième émissaire du lac Manouane, soit la rivière Bonnard ;
- 86,3 km au Nord d’une baie du réservoir Pipmuacan ;
- 92,2 km au Nord de l’embouchure de la Petite rivière Manouane (confluence avec la rivière Manouane) ;
- 111,8 km au Nord-Est du barrage à l’embouchure du lac Péribonka ;
- 251,5 km au Nord de l’embouchure de la rivière Péribonka (confluence avec le lac Saint-Jean)[1],[3].

À partir de l’embouchure du lac Manouanis, le courant descend sur km vers le Sud-Est en suivant le cours de la rivière Betsiamites, jusqu’à la rive Nord-Ouest du fleuve Saint-Laurent.

## Toponymie
Le terme « Manouanis » dérive du terme « Manouane » lequel désigne un lac et une rivière du bassin versant voisin et à proximité, soit du côté Ouest.
Le toponyme « Lac Manouanis » a été officialisé le 5 décembre 1968 par la Commission de toponymie du Québec.